# Beverly Hills 90210 (sæson 6)
Sæson 6 af Beverly Hills 90210, en amerikansk teenage drama tv-serie, begyndte den 13. september 1995 på FOX tv-net. Sæsonen indgået den 22. maj 1996 efter 32 episoder.
Denne sæson fokuserer på bandens junior år på college. Sæsonen blev udgivet på DVD som en syv-disk bokssæt under titlen Beverly Hills, 90210: The Sixth Season den 25. november 2008 af Paramount.

## Oversigt over handlingen
Banden er begyndt deres første år på California University, og Kelly er vendt tilbage med en ny kæreste Colin Robins efter at have besluttet at, vælge hverken Brandon eller Dylan i sæson 5-finalen. Valerie er stadig noget fremmedgjort fra resten af banden, og Donna og Ray er stadig sammen på trods af deres tidligere problemer. Dylan fikseret på at finde sin fars morder, og David beskæftiger sig med hans mors psykiske problemer.

## Medvirkende
| Skuespiller            | Figur          | Bemærkninger               |
| ---------------------- | -------------- | -------------------------- |
| Jason Priestley        | Brandon Walsh  |                            |
| Jennie Garth           | Kelly Taylor   |                            |
| Ian Ziering            | Steve Sanders  |                            |
| Luke Perry             | Dylan McKay    | Medvirkende i episode 1-10 |
| Brian Austin Green     | David Silver   |                            |
| Tori Spelling          | Donna Martin   |                            |
| Tiffani-Amber Thiessen | Valerie Malone |                            |
| Joe E. Tata            | Nat Bussichio  |                            |
| Jamie Walters          | Ray Pruit      | Medvirkende i episode 1-13 |
| Kathleen Robertson     | Clare Arnold   |                            |

### Andre medvirkende
| Skuespiller      | Figur                    | Bemærkninger                                 |
| ---------------- | ------------------------ | -------------------------------------------- |
| Ann Gillespie    | Jackie Taylor            |                                              |
| Jason Wiles      | Colin Robbins            |                                              |
| Emma Caulfield   | Susan Keats              | Første optræden i denne sæson er i afsnit 3. |
| Rebecca Gayheart | Antonia "Toni" Marchette | Medvirkende i episode 1-10                   |

## Episoder
| Episode i sæson | Episode i serien | Originalt episodenavn                           | Dansk episodenavn                                  | Handling | Dato for amerikansk TV-præmiere | Instrueret af       | Skrevet af         |
| --------------- | ---------------- | ----------------------------------------------- | -------------------------------------------------- | --- | ------------------------------- | ------------------- | ------------------ |
| 1. afsnit       | 145. afsnit      | Home Is Where the Tart Is                       | Hjem er hvor tærten er                             | Kelly vender tilbage fra et modeljob i New York. Hun kommer hjem en kæreste: kunstneren Colin, der lejer en hems i Los Angeles. Brandon kommer hjem fra et sommerjob i Boston Herald for at opdage, at Valeries ven Ginger opholder sig i huset. Steve, Brandon og David overveje at leje en penthouse lejlighed sammen. David afslører, at han og Clare har brudt med hinanden. Donna nyder sin sommer med Ray, som har gjort en indsats for at kompensere for sine tidligere fejltagelser. En kvindes værdifulde ring forsvinder under en fest på familien Martin's båd, og Felice mener, at Ray stjal det. Dylan fortæller Kelly om hans besættelse med at opspore sin fars morder. Dylan besøger sin fars cellekammerat og lærer identiteten af Jack's morder. | 13. september 1995              | Michael Lange       | Jessica Klein      |
| 2. afsnit       | 146. afsnit      | Buffalo Girls                                   | Buffalo piger                                      | Steve beslutter at flytte ind hos Brandon. Donna finder Fru Korman's ring i Rays jakkelomme. Alle mener, at han stjal det (selvom han påpeger, at han skulle være en idiot for at lade ringen være i lommen, så lad Donna opdager det). Husets småpenge og Steve's guldur bliver stjålet, og Steve bebrejder Ray. Steve og Ray begynder næsten at slås, og Donna beslutter at slå op med Ray. Valerie afslører Ginger som den faktiske tyven og ordrer hende til at forlade byen. Val betaler Ginger i lufthavnen, da de faktisk iscenesat hele episoden, så Valerie kunne kunne komme ind i varmen hos banden. Brandon bringer Kelly blomster til hendes fødselsdag, kun for at finde Colin i hendes soveværelse. Donna bliver fuld til Kellys fødselsdagsfest. Brandon giver Dylan oplysninger om forretningsmanden Tony Marchette, Jack McKay's morder. Dylan følger Marchette ind i en elevator bare for at se, hvor tæt han kan komme på ham. | 13. september 1995              | James Whitmore, Jr. | Michael Lyons      |
| 3. afsnit       | 147. afsnit      | Must Be a Guy Thing                             | Må være en drenge ting                             | Dylan leder på CU campus i håb om at få et venskab med Marchette's søn. Marchette har faktisk en smuk datter, Toni, som indvilger i at gå ud med Dylan. Brandon bemærker, at Toni virkelig kan lide Dylan, og misbilliger hans vens handlinger. Brandon udtrykker en interesse i et klummeskriver-job til skoleavisen. Redaktør Susan Keats synes at hade ham. Brandon skriver en sexistisk klumme om kvinder som et modstykke til Susans lignende klumme om mænd. De går til After Dark for at forske adfærden af det modsatte køn, og Susan beslutter sig for at hyre ham. Kelly får det ubehageligt, da hun erfarer, at Colin og Valerie engang turnerede rundt i Europa sammen, som en del af en teenagegruppe. Valerie ansætter Colin, for at male et vægmaleri i klubben. Val bekender sig til Colin, om at hun havde været varm på ham, og han opfylder sin mangeårige drøm om, at kysse hende. | 20. september 1995              | Jason Priestley     | John Eisendrath    |
| 4. afsnit       | 148. afsnit      | Everything's Coming Up Roses                    | Alle roser kommer op                               | Donna, Kelly, Clare og Valerie prøver at komme med i Tournament of Roses Court. De andre piger ønsker kun at sikre invitationer til ballet, men Donna vælger at fortsætte med at komme i Tournament of Roses Court. Felice kan ikke godkende denne beslutning, så Donna er forvirret. Brandon og Susan dække Rose Court prøverne til avisen, og deltager i festen sammen. Da de vender tilbage til nyhedrummet, griber Susan Brandon og kysser ham. Steve foregiver at være følsom, da han frier til en kvinde i et chatrum. Clare beder Steve til at eskortere hende til ballet. Han brænder sin date af, for at mødes med sin online kæreste, kun for at finde ud af, at det er Clare! Donna og Ray går glip af ballet, fordi han er nødt til at spille til Jessica's fødselsdagsfest. Toni overraskelser Dylan, når de er ud at køre motorcykel. Dylan indrømmer over for Brandon, at han er ved at falde for hende. David er træt af at se efter sin ensomme mor. Han og Val finder ud af at Sheila har forsøgt at begå selvmord. | 27. september 1995              | Bethany Rooney      | Ken Stringer       |
| 5. afsnit       | 149. afsnit      | Lover's Leap                                    | Elskers spring                                     | Valerie er hjemsøgt af mareridt om hendes fars selvmord. David erfarer, at hans mor kræver chokterapi for at forbedre sine chancer for helbredelse. Han støtter ikke denne fremgangsmåde. Valerie fortæller ham om hendes far, og tilbyder at hjælpe ham. Hun tager David med ud til en klippe med udsigt over byen og tester hans vilje til at leve. David overtaler sin mor til at undgå behandling, og Valerie overvinder hendes mareridt. Toni laver et middagsselskab, mens hendes far er ude af byen. Bruno fanger Dylan snusende rundt i Marchette's ting. Han fortæller Dylan, at Marchette er opmærksom på, at han er Jack's søn. Steve og Clare beslutter at deltage i festen sammen, og deler et godnatkys. Brandon overbeviser Susan til at gå ud med ham. | 4. oktober 1995                 | Bethany Rooney      | Ken Stringer       |
| 6. afsnit       | 150. afsnit      | Speechless                                      | Målløs                                             | Valerie får sig selv inviteret med på en biltur med Kelly, Donna og Clare. David takker Val for at hjælpe ham gennem hans hårde tider, og giver hende et kys. Under turen, indrømmer Val, at hun sovet med Ray. De andre piger beslutter at stoppe med at snakke til Valerie. Bilen bryder sammen, og pigerne overnatter på et kloster, mens de venter på mekanikeren. De kan ikke tale efter solnedgang. Donna tilgiver Valerie, der opfordrer hende til ikke at glemme Rays krænkende adfærd. Donna skrotter Ray. Steve overbeviser Brandon at lade en instruktør filme en film i Walsh huset, uden at afsløre at det er en porno. Susan er fornærmet over fiaskoen, men sover med Brandon alligevel. Marchette viser ikke til et middagsselskab med Toni og Dylan. Han kommer efter at Toni forlader bordet og advarer Dylan om, at holde sig væk. Marchette fortæller Toni, at Dylan bruger hende. Hun nægter at tro på Dylan's påstand om, at hendes far dræbt Jack. Kelly møder Colin's kunstforhandler. | 18. oktober 1995                | David Semel         | Larry Mollin       |
| 7. afsnit       | 151. afsnit      | Violated                                        | Overtrådt                                          | Valerie accepterer sin markedsføringsprofessor indbydelse til et seminar. De får en drink bagefter, og han prøver at komme i bukserne på hende. Han giver hende et D for midtvejsrevision-essay, som han havde syntes at kunne lide tidligere, og Val mistænker ham for, at han straffer hende. David og Susan tilskynder Valerie til at indgive en klage. Val bakker ud, fordi hun frygter, at undersøgelsen vil afsløre pinlige informationer om hendes personlige liv. Flere af Professor Haywood hidtidige ofre kommer frem, og han er tvunget til at træde tilbage. Bruno leverer et brev fra Dylan til Toni, og parret bliver til sidst genforenet. Marchette ser Toni og Dylan på campus sammen og bliver rasende. Toni ignorerer hendes fars ultimatum, og beslutter at flytte ind hos Dylan. Steve og Clare skændes efter bestilling af et motelværelse, han fejlagtigt antager, at hun er ansvarlig for et sæt håndjern. Donna modstår Rays utrættelige forsøg på en forsoning. | 25. oktober 1995                | Christopher Hibler  | Larry Mollin       |
| 8. afsnit       | 152. afsnit      | Gypsies, Cramps and Fleas (a.k.a. Halloween VI) | Sigøjnere, kramper og lopper (a.k.a. Halloween VI) | Colin formilder Kelly ved at afslutte sit tilhørsforhold til Claudia og tager et undervisningsjob. En spåkone opstiller sin butik på Peach Pit til Halloween. På trods af sin tvivlsomme troværdighed, har hendes tilstedeværelse en indvirkning på mange par. Hun tvinger Susan til at bekende kulør til Brandon, om et tidligere forhold. David køber en kærlighedsdrik til brug på Valerie, og de to bliver tættere. Steve og Clare drikker ved et uheld en potion og har et stævnemøde i klubbens omklædningsrum. Donna bruger tid til en Halloweenfest med Joe Bradley, universitetets stjerne-quarterback. Ray bliver jaloux, hvilket får Joe til at bakke ud. Ray lurer på Donna's lejlighed og bliver voldelig, da hun nægter at tale med ham. Joe vender tilbage og forsvarer Donna. Han havde genovervejet sin beslutning og ønsker at date hende. Dylan og Toni tager vare på en vildfaren killing. Toni finder Dylans pistol i førstehjælpskassen og insisterer på, at han skaffe sig af med det. Toni's far møder hende på Peach Pit i håb om at afslutte deres splittelse. Han nægter at give Dylan en chance, og Toni får ham til at indrømme, at han fik Jack dræbt. Dylan skaffer sig af med sin pistol og lover at give slip på sin vrede. Han og Toni planlægger at flytte til Hawaii. | 1. november 1995                | Burt Brinckerhoff   | Christine McCarthy |
| 9. afsnit       | 153. afsnit      | Earthquake Weather                              | Jordskælvs-vejr                                    | Dylan beder Toni til at gifte sig med ham. Kelly er rystet over nyheden, om at de skal giftes. Marchette foregiver at give Dylan og Toni sin velsignelse. Brandon og Susan er i Palm Springs til en aviskonference, og bliver fanget i en elevator med en gravid kvinde, der skal til føde sit barn. Donna tager forskud på finalen af Rose Court-valget. Hun ser sin mor i et fotografi af 1969-deltagerne, men Felice nægter at forklare sig selv. Ray begynder at se en terapeut og overbeviser Donna at komme til en af hans sessioner. Lægen advarer Donna om, at holde sig væk fra Ray. | 6. november 1995                | Gilbert M. Shilton  | Michael Lyons      |
| 10. afsnit      | 154. afsnit      | One Wedding and a Funeral                       | Et bryllup og en begravelse                        | Fyrene kidnapper Dylan for hans polterabend, som keder ham ihjel ... men ender med at redde hans liv. I mellemtiden, holder pigerne en vildere polterabend for Toni. Da Toni's far nægter at føre hende op ad kirkegulvet, får Bruno den ære. | 8. november 1995                | James Whitmore, Jr. | Steve Wasserman    |
| 11. afsnit      | 155. afsnit      | Offensive Interference                          | Stødende interferens                               | Ray ruger over Donna, og får hele fodboldhold mod hende. Donna går Rose Court, og hendes mor afslører sine grunde, for ikke at støtte hende. | 15. november 1995               | Scott Paulin        | Larry Mollin       |
| 12. afsnit      | 156. afsnit      | Breast Side Up                                  | Brystsiden op                                      | Colin og Susan tager til New York for at tilbringe Thanksgiving med deres familier. Kliken beslutter at tilbringe ferien sammen, og David inviterer sin mor til at slutte sig til dem. Hun ærgrer Valerie med hende konstant råd om madlavning. Som en fødselsdagoverraskelse til Joe, arrangerer hun et besøg fra Steve Young. Hun har også planer om at sove med Joe, men han afslører, at han er jomfru og ikke tror på førægteskabelig sex. Kelly hænger ud i Brandon's hus for at se videoer, og tilbringer natten i Steves ledig plads. Valerie laver forhastet konklusioner, da hun kommer hjem næste morgen og ser Brandon og Kelly i en omfavnelse. | 22. november 1995               | David Semel         | Jessica Klein      |
| 13. afsnit      | 157. afsnit      | Courting                                        | Kur                                                | Joe afviser beslutter sig for at gå til retssagen. Donna vidner om, at Ray ville fysisk skade hende, og Valerie bekræfter dette med sin øjenvidneberetning af Palm Springs-hændelsen. Brandon forsøger at overbevise Ray om, at stoppe med at såre Donna og afslører sandheden om hans kamp med Joe. Anklageren skildrer Donna som en løgner, fordi hun dækkede over Ray i hendes lægeerklæring. Ray føler sig skyldig, og erklærer sig skyldig. Donna accepterer ikke at retsforfølge Ray, hvis han forbliver i terapi. Donna's ven Lisa er valgt som Rose Queen. Colin babysitter Erin, mens Kelly og David er til retssagen, som Mel og Jackie er rejst væk for weekenden. Valerie fortæller Colin, at Kelly tilbragte natten sammen med Brandon. Colin nægter at tro på Kellys benægtelse, men deres diskussion bliver afbrudt, da Erin falder ned i badekarret. Colin genopliver hende. Susan bliver vred efter Brandon afslører, at han følte sig fristet af Kelly. | 29. november 1995               | Gilbert M. Shilton  | John Eisendrath    |
| 14. afsnit      | 158. afsnit      | Fortunate Son                                   | Heldige søn                                        | Donna vikariere for Lisa i en dagligvarebutik. En ung dreng er fanget stjæle en bamse til sin brors fødselsdag, men Donna dækker over ham. Donna og Joe farer vild og løber tør for brændstof til deres bil. Esajas, drengen Donna hjalp i dagligvarebutikken, får dem ud af en muligvis farlig konfrontation ved at invitere dem hjem til sin lejlighed, hvorfra de kan tilkalde en kranvogn, som kan hente deres bil. Donna opdager, at den elleve år gamle dreng og hans yngre søskende er ladt alene, mens deres mor er på arbejde. Hun udtrykker bekymring, men deres mor kommer hjem og beder hende komme ud af hendes lejlighed. Donna finder pladser til børn i en daginstitution. | 13. december 1995               | James Fargo         | John Eisendrath    |
| 15. afsnit      | 159. afsnit      | Angels We Have Heard on High                    | Engle vi har hørt i det høje                       | Cindy overrasker Brandon ved at komme på besøg til jul. Hendes forhold til Jim er på afgrunden, og hun er usikker på at vende tilbage til Hong Kong. Brandon føler sig ødelagt, da han frygter, at hans familie er ved at falde fra hinanden. En speciel julegave fra Jim sætter ingen tvivl i Cindy om hans kærlighed, så hun vender hjem. Colin begynder at bruge kokain, som han havde lovet Kelly, at opgive. Steve leverer julegaver til sin chefs elskerinde og hans unge niece. Han bliver fyret, da de modtager de forkerte gaver, hvilket gør chefen's kone bevidst om hans affære. Steve mødes med Rush, hvor hans far gør en chokerende afsløring: han er Steve biologiske far. Han havde en affære med en servitrice, og besluttede at købe sin baby. Steve er i første omgang vred, men senere udtrykker glæde og lettelse over, at løse mysteriet om hans herkomst. Joe forsøger at holde Donna hen i spænding om hendes julegave/fødselsdagsgave. | 20. december 1995               | Jason Priestley     | Larry Mollin       |
| 16. afsnit      | 160. afsnit      | Turn Back the Clock                             | Sæt tiden tilbage                                  | Claire kommer tilbage til byen. Brandon mister sin beherskelse, da han ser et varmt øjeblik mellem Susan og Jonathon. Steve ser frivilligt arbejde hans festlystne halvbrødre i hans fars fravær. | 3. januar 1996                  | Graeme Lynch        | Larry Mollin       |
| 17. afsnit      | 161. afsnit      | Fade In, Fade Out                               | Fade ind, fade ud                                  | Kellys far ankommer til byen, og med flere løfter om et forhold imellem dem. Det har den udgang, at han atter forlader hende, som for Kelly til at lave nogle skadelige valg. Nat er genforenet med en gammel flamme. | 10. januar 1996                 | Jason Priestley     | Jessica Klein      |
| 18. afsnit      | 162. afsnit      | Snowbound                                       | Snebund                                            | Kelly søger tilflugt hos Colin. Val tilbringer al sin tid, at forsøge at overbevise kliken om, at lukke hende helt inde i varmen. Susan afslører en del af hendes fortid, der hjemsøger hende samt Joe's tilstand forværres. | 17. januar 1996                 | Chip Chalmers       | John Whelpley      |
| 19. afsnit      | 163. afsnit      | Nancy's Choice                                  | Nancys valg                                        | |                                 |                     |                    |
| 20. afsnit      | 164. afsnit      | Flying                                          | Flyve                                              | |                                 |                     |                    |
| 21. afsnit      | 165. afsnit      | Bleeding Hearts                                 | Blødende hjerter                                   | |                                 |                     |                    |
| 22. afsnit      | 166. afsnit      | All This and Mary Too                           | Alt dette og også Mary                             | |                                 |                     |                    |
| 23. afsnit      | 167. afsnit      | Leap of Faith                                   | Spring af tro                                      | |                                 |                     |                    |
| 24. afsnit      | 168. afsnit      | Coming Out, Getting Out, Going Out              | Kommer ud, kommer ud, går ud                       | |                                 |                     |                    |
| 25. afsnit      | 169. afsnit      | Smashed                                         | Smadret                                            | |                                 |                     |                    |
| 26. afsnit      | 170. afsnit      | Flirting With Disaster                          | Flirter med katastrofer                            | |                                 |                     |                    |
| 27. afsnit      | 171. afsnit      | Strike the Match                                | Vind kampen                                        | |                                 |                     |                    |
| 28. afsnit      | 172. afsnit      | The Big Hurt                                    | Den store smerte                                   | |                                 |                     |                    |
| 29. afsnit      | 173. afsnit      | Ticket to Ride                                  | Billet til at ride                                 | |                                 |                     |                    |
| 30. afsnit      | 174. afsnit      | Ray of Hope                                     | Ray håber                                          | |                                 |                     |                    |
| 31. afsnit      | 175. afsnit      | You Say It's Your Birthday (1)                  | Du siger at det er din fødselsdag (1)              | |                                 |                     |                    |
| 32. afsnit      | 176. afsnit      | You Say It's Your Birthday (2)                  | Du siger at det er din fødselsdag (2)              | |                                 |                     |                    |